# Paccius quinteri
Paccius quinteri là một loài nhện trong họ Trachelidae.
Loài này thuộc chi Paccius. Paccius quinteri được Norman I. Platnick miêu tả năm 2000.